# Kurt Hain
Kurt Hain (* 24. Mai 1908 in Leipzig; † 7. Januar 1985 in Braunschweig) war ein deutscher Maschinenbauingenieur. Er war über 40 Jahre der führende Vertreter der praktischen (ebenen) Maschinenkinematik in Deutschland.

## Leben und Werk
Hain studierte nach einer Schlosser- und Dreherlehre Maschinenbau an der Höheren Maschinenbauschule in Leipzig bei Paul Knechtel. Ab 1931 arbeitete er in verschiedenen Industrieunternehmen in Leipzig, Dresden und Dessau (Entwicklungsingenieur in den Junkers-Flugzeugwerken) bevor er 1939 an die Luftfahrt-Forschungsanstalt in Braunschweig ging. Nach dem Zweiten Weltkrieg wurde daraus die Forschungsanstalt für Landwirtschaft. 1948 wurde er dort Gruppenleiter und 1961 Abteilungsleiter für Kinematik am Institut für landwirtschaftliche Grundlagenforschung. 1973 ging er in den Ruhestand.
1967 bis 1977 war er Lehrbeauftragter für angewandte Getriebelehre an der TU Braunschweig.
1957 war er zu einer Vortrags- und Studienreise in den USA und gab auf einer Konferenz auf der Purdue University eine Übersicht über den Stand der Forschung in Deutschland über Maschinen-Kinematik seit dem Krieg. 1961 war er Gastprofessor an der Yale University und 1965/66 am MIT. Außerdem war er Gastprofessor in Delft, Udine, Eindhoven und Bologna.
Von ihm stammen über 380 wissenschaftliche Aufsätze und 13 Bücher (mit Neuauflagen). Er entwarf 176 Mechanismen-Modelle (die Sammlung, darunter einige von ihm entwickelte Modelle, baute er ab 1959 auf) und befasste sich mit fast allen Bereichen der Maschinen-Kinematik. Von ihm stammen verschiedene Methoden und Begriffe (Drehschubstrecke, Punktrastgetriebe, Polkraftverfahren, Punktlagenreduktion, Zeichnungsfolge-Rechenmethode). Er nutzte in den 1960er Jahren Computer zur Berechnung von Getriebe-Atlanten, von denen er 1967 bis 1973 drei veröffentlichte.
1963 erhielt er die Max Eyth Gedenkmünze, 1964 das VDI-Ehrenzeichen in Gold, 1981 die VDI-Ehrenplakette und 1970 wurde er Ehrendoktor der TH Darmstadt. 1971 erhielt er das Verdienstkreuz erster Klasse der Bundesrepublik Deutschland. Er war Ehrenmitglied der International Federation for the Theory of Machines and
Mechanisms (IFToMM).
Seine Mechanismen sind in das Forschungsprojekt Digitale Mechanismen- und Getriebebibliothek (DMG-Lib) aufgenommen worden.

## Schriften (Auswahl)
- Die Feinwerktechnik, Gießen 1953
- Angewandte Getriebelehre, Schroedel Verlag 1952, 2. Auflage VDI Verlag 1961
  - englische Ausgabe: Applied Kinematics, McGraw Hill 1967
- Getriebe-Lehre, Teil 1, Hanser 1963
- Getriebe-Atlas für verstellbare Schwing-Drehbewegung, Vieweg 1967
- Einflüsse von Gelenkspiel und Reibung auf die im Getriebe wirkenden Kräfte, VDI Verlag 1969
- Atlas für Getriebe-Konstruktionen, Vieweg 1972
- Getriebebeispiel-Atlas, VDI Verlag 1973
- Getriebetechnik – Kinematik für AOS und UPN Rechner, Vieweg 1981
- mit H. Schumny: Gelenkgetriebe-Konstruktion mit HP Serie 40 und 80, Vieweg 1984
- Gelenkgetriebe für die Handhabungs- und Robotertechnik, Vieweg 1984
- Getriebeberechnungen für hohe Ansprüche mit Ausnutzung von Koppelkurven-Krümmungen, VDI Verlag 1987